# Take My Hand
«Take My Hand» (en español: Toma mi mano) es una canción escrita por la cantante británica Dido y Richard Dekkard, y es la canción que cierra su álbum debut No Angel, también aparece en el álbum demo Odds and Ends y en el 
Live at the Brixton Academy.
En junio de 2004, DJ Darren y Andrea Britton hicieron un cover de ésta, el cual alcanzó el número #23 en UK Singles Chart. Esta versión contiene más instrumentos electrónicos y un tempo más acelerado.

## Lista de canciones
1. «Take My Hand» (Radio Edit) 3:19
2. «Deliverance» (12" Edit) 5:13
3. «Take My Hand» (12" Vocal CD Edit) 6:00
4. «Take My Hand» (Piece Process Remix 12" Edit) 5:22